# Cesare (Il pianeta delle scimmie)
Cesare (Caesar) è uno scimpanzé immaginario, personaggio ricorrente nella saga de Il pianeta delle scimmie. 
Rappresentato come il fondatore della società di scimmie intelligenti, fece il suo debutto in Fuga dal pianeta delle scimmie, interpretato da uno scimpanzé addestrato, doppiato da Walker Edmiston. Nei due film successivi della serie originale, 1999: conquista della Terra e Anno 2670 - Ultimo atto, il ruolo del personaggio fu assunto da Roddy McDowall, mentre nella prima trilogia della serie reboot iniziato da L'alba del pianeta delle scimmie, fu interpretato da Andy Serkis attraverso il motion capture.

## Biografia del personaggio

### Serie originale
(Cesare in 1999: conquista della Terra)

#### Fuga dal pianeta delle scimmie(1971)
Cornelius e Zira, coppia di scimpanzé provenienti dall'anno 3978, anno in cui le scimmie sono la specie dominante sulla terra e gli umani ridotti allo stato di bestie mute, usano un'astronave per tornare indietro nel tempo allo scopo di evitare un olocausto nucleare. Giunti alla Terra del 1973, Zira dà alla luce Milo. Durante una fuga da agenti che intendono impedire l'ascesa delle scimmie come padroni della Terra, Milo viene lasciato in un circo con una scimpanzé normale, sostituendolo con il cucciolo di quest'ultima per mettere fuori pista i loro persecutori. I due, insieme al cucciolo di scimpanzé, vengono assassinati, ma Milo viene adottato dal gentile proprietario del circo, Armando, che tiene segrete le sue vere origini.

#### 1999: conquista della Terra(1972)
Diciotto anni dopo gli eventi del film precedente, Milo, rinominato Cesare, vive tuttora in segretezza con Armando. Nel frattempo una pandemia spaziale ha causato l'estinzione dei cani e dei gatti. Le scimmie, prima usate come animali di compagnia per rimpiazzarli, sono state poi ridotte ad uno stato di schiavitù. Cesare svela la sua capacità di parlare in un momento di rabbia in cui assiste alla scena di una scimmia brutalmente picchiata dai poliziotti. Le autorità arrestano Armando, mentre Cesare tenta di rifugiarsi tra le scimmie schiave fingendosi muto. Quando scopre che Armando si è suicidato per impedire alle autorità di conoscere la vera natura di Cesare, comincia a incitare le scimmie a ribellarsi contro i loro padroni. In seguito ad un violento scontro, dal quale le scimmie escono vittoriose uccidendo i poliziotti che cercavano di combatterle, l'esercito di Cesare assale il centro di comando delle scimmie schiave, appiccando un incendio all'edificio e massacrando la maggior parte del personale. Dopo aver dichiarato la sua intenzione di spodestare definitivamente il genere umano, Cesare assume una linea moderata in cui esprime un desiderio di soggiogare l'umanità con compassione.

#### Anno 2670 - Ultimo atto(1973)
Dodici anni dopo la rivolta delle scimmie e uno scontro nucleare che ha portato alla distruzione gran parte delle città umane, Cesare guida una tribù mista di scimmie e umani, sebbene quest'ultimi siano trattati come cittadini di seconda classe. Cesare ripensa alla sua linea dura contro gli umani, quando uno delle sue scimmie, il gorilla misantropico Aldus, uccide suo figlio Cornelius, dimostrando che gli umani non sono gli unici capaci di fratricidio.

### Serie reboot
(Le ultime parole di Cesare in The War - Il pianeta delle scimmie)

#### L'alba del pianeta delle scimmie(2011)
Cesare nasce nel 2003 da Occhi Luminosi (riferimento al nome usato per definire Taylor nel primo film della serie originale, ovvero Occhi Vivi nel vecchio adattamento italiano), una scimpanzé usata come cavia dalla Gen-Sys, compagnia galenica presso San Francisco. Durante la sua gravidanza, a Occhi Luminosi viene somministrato l'ALZ-112, un virus creato per curare la malattia di Alzheimer. Il virus aumenta notevolmente l'intelligenza della scimmia, un tratto poi ereditato da Cesare. Dopo la morte di sua madre, Cesare viene adottato dal creatore dell'ALZ-112 Will Rodman e da suo padre Charles. Durante la crescita, Cesare dimostra delle straordinarie capacità cognitive, imparando in fretta il linguaggio dei segni e raddoppiando il proprio quoziente intellettivo anno dopo anno. 8 anni dopo (2011) l'adulto Cesare viene poi trasferito nel Centro per primati di San Bruno dopo ad aver aggredito una persona che stava assalendo Charles. Cesare subisce, insieme agli altri primati tenuti prigionieri, i maltrattamenti dei proprietari del Centro, che lo torturano con l'elettricità. Nel Centro, Cesare fa amicizia con Maurice, un orango, e spodesta Rocket, lo scontroso maschio alfa delle scimmie rinchiuse. Cesare assume così il comando e inizia a pianificare la fuga. Cesare esce dal Centro intrufolandosi nella casa di Will, dove ruba alcuni campioni di ALZ-113, una forma più virulenta del virus che fu in grado di aumentare la sua intelligenza. Cesare fa inalare alle altre scimmie il virus, rendendole intelligenti quanto lui;  successivamente fugge dal Centro insieme agli altri primati e attraversa San Francisco, liberando tutti i loro simili della Gen-Sys e dello zoo e seminando panico e distruzione per le vie della città. L'esercito di scimmie attraversa il Golden Gate Bridge dopo una sanguinosa lotta con le forze dell'ordine rifugiandosi nell'immensa foresta di sequoie del parco naturale della Contea di Marin. Will raggiunge Cesare e gli chiede di far ritorno a casa, Cesare gli sussurra: «Cesare è a casa» per poi allontanarsi con le altre scimmie, dimostrando di aver imparato anche a parlare. Nel frattempo, l'ALZ-113, sparso a causa di un incidente, risulta letale per gli esseri umani, per cui innesca una pandemia globale.

#### Apes Revolution - Il pianeta delle scimmie(2014)
Nel 2021, 10 anni dopo gli eventi raccontati nel film precedente, Cesare è riuscito a liberare e riunire molti altri membri della sua specie, organizzando una colonia nella foresta di sequoie del Muir Woods, dove vive in armonia con la sua tribú, tribù che include una moglie, Cornelia, e due figli, Occhi Blu e Cornelius. La pace viene disturbata con l'arrivo d'una delegazione di umani sopravvissuti alla pandemia, che intendono raggiungere una diga dalla quale gli umani pensano di ottenere energia elettrica per ciò che rimane di San Francisco. Sebbene Cesare sia aperto alla possibilità d'un rapporto pacifico fra gli umani e le scimmie, il progetto viene ostacolato da Koba, che ferisce gravemente Cesare, incolpando gli umani, allo scopo di guidare le scimmie, incluso Occhi Blu, in guerra. Pentitosi d'aver aiutato Koba, che si dimostra un pazzo fratricida, Occhi Blu aiuta Cesare a liberare le scimmie ancora fedeli a lui imprigionate da Koba. Cesare uccide Koba in battaglia, ma troppo tardi per impedire ai superstiti umani di chiamare ciò che rimane dell'esercito statunitense in loro soccorso.

#### The War - Il pianeta delle scimmie(2017)
Nel 2026, 5 anni dopo l'inizio delle ostilità con gli umani, Cornelia e Occhi Blu vengono assassinati dal Colonnello McCullough, folle signore della guerra, assistito da scimmie fedeli alla memoria di Koba. Rendendosi conto che i Muir Woods non sono più sicuri per la sua tribù, Cesare si reca verso sud per trovare una nuova dimora. Nel frattempo, giunge nel campo di McCullogh insieme ad altre scimmie per vendicare la morte della moglie e del figlio. Durante il viaggio, Cesare nota un numero di umani incapaci di parlare, risultato d'un ulteriore mutazione del virus che in precedenza causò la quasi estinzione dell'umanità. Cesare viene catturato dalle forze di McCullough, che ha imprigionato la tribù di Cesare per costringerla a costruire un muro in preparazione a una battaglia con un gruppo di umani disgustati dai suoi metodi brutali. Cesare alla fine si libera e affronta il Colonnello, ormai afflitto dal nuovo virus. Cesare lascia che quest'ultimo si suicidi e successivamente viene ferito durante la fuga, insieme al resto delle scimmie, durante la battaglia fra l'esercito del Colonnello e quello che gli si è ribellato per la sua campagna contro gli umani affetti dal Virus delle Scimmie. Cesare resiste fino all'arrivo alla loro nuova casa, dove, prima di morire alla sua ferita, osserva che le scimmie, se unite, saranno sempre forti, con o senza di lui.

#### Il Regno del pianeta delle scimmie(2024)
300 anni dopo la morte di Cesare, egli è diventato una sorta di leggenda presso i clan di scimmie che ricordano la sua esistenza e le sue gesta, mentre altri clan più isolati e lontani non hanno neanche mai sentito parlare di lui, pur obbedendo fedelmente alla sua legge. Tuttavia l'ambizioso imperatore Proximus ha storpiato i suoi insegnamenti, usandoli per giustificare una campagna di conquista volta a dare vita ad un impero mondiale delle scimmie ispirato all'Impero Romano, il tutto in previsione di una guerra contro gli ultimi umani intelligenti rimasti sulla Terra.

## Concezione e sviluppo
Nel rappresentare Cesare nel film, 1999: conquista della Terra, Roddy McDowall, che aveva interpretato il ruolo dello scimpanzé Cornelius nel primo e nel terzo film, lo vedeva come un personaggio più complesso di Cornelius, evolvendosi da un personaggio ingenuo fino a diventare una sorta di despota. Il trucco che McDowall indossava per il ruolo, era identico a quello utilizzato in precedenza per Cornelius, così dovette differenziarlo principalmente attraverso espressioni facciali diverse. McDowall riassunse il ruolo di Cesare nel sequel, Anno 2670 - Ultimo atto, ma trovò l'esperienza più difficile della precedente, perché si prese un'influenza, per cui dovette sottoporsi alla chirurgia per asportare tre cisti formatesi a causa del tempo prolungato durante il quale aveva indossato il trucco da scimmia.
Nel 2006, lo sceneggiatore e produttore Rick Jaffa e sua moglie Amanda Silver iniziarono a sviluppare una nuova storia attorno al personaggio di Cesare, basandosi su storie raccolte dai press clipping riguardo agli scimpanzé tenuti come animali da compagnia. Nei primi abbozzi del film, L'alba del pianeta delle scimmie, Cesare avrebbe dovuto essere un personaggio più cupo e vendicativo, simile a Michael Corleone, ma gli sceneggiatori si erano così affezionati al personaggio che decisero di renderlo una figura più positiva, basandolo più su Che Guevara. Certe scene del film risultante contenevano cenni alla serie originale, in particolare la scena in cui Cesare viene maltrattato nel Centro per primati, che rispecchiava il trattamento subito dal personaggio Taylor, interpretato da Charlton Heston, ne Il pianeta delle scimmie originale. Il regista Rupert Wyatt dichiarò in un'intervista che Cesare venne raffigurato come una figura rivoluzionaria, lodato per secoli a venire dalle scimmie. Nel rappresentare Cesare e le altre scimmie, venne deciso di scartare i costumi a favore del motion capture, tecnologia fornita dalla Weta Digital. Serkis indossò dei pesi sulle braccia e le gambe per dare al personaggio un'andatura più scimmiesca che umana, rallentando i suoi dialoghi per renderli meno umani. L'attore confidò in un'intervista, che il personaggio era più complesso del Gollum e di King Kong, personaggi che aveva interpretato in precedenza, poiché doveva bilanciare l'antropomorfizzazione mantenendo l'illusione che si trattasse d'un vero scimpanzé. Fra le sue influenze nel rappresentare il personaggio, Serkis trasse ispirazione da Oliver, uno scimpanzé realmente vissuto dai tratti notevolmente antropomorfi.

## Accoglienza
Il personaggio, in particolare l'incarnazione interpretata da Andy Serkis, è stato generalmente ben accolto. Roger Ebert lo lodò come un «personaggio realizzato alla perfezione», mentre l'attore James Franco capeggiò una campagna ad alto profilo per dare a Serkis l'Oscar al miglior attore non protagonista, in riconoscimento per il suo ruolo. I movimenti di Serkis furono lodati dalla ricercatrice evolutiva Cat Hobaiter dell'Università di St Andrews, mentre Margaret Clegg, specialista dell'anatomia del linguaggio presso il museo di storia naturale di Londra, osservò come la voce che Serkis adoperava per Cesare fosse realistica in base alle corde vocali degli scimpanzé reali e che la sua sintassi sia stata simile a quella comunemente usata dagli scimpanzé addestrati a usare il linguaggio dei segni. Lo psicologo comportamentale David Geary dell'Università di Missouri notò però come le dinamiche familiari di Cesare abbiano più in comune con quelle dei gorilla che agli scimpanzé reali.